# Abel Olímpio
Abel Olímpio (Estevais da Vilariça, Torre de Moncorvo, 31 de dezembro de 1891 - ?), também conhecido como "Dente de Ouro" foi um militar português, cabo, que se notabilizou por ter chefiado a Camioneta Fantasma, que deu origem aos assassinatos da Noite Sangrenta de 19 de outubro a 20 de outubro de 1921.

## Biografia
Abel Olímpio nasceu nas aldeia de Estevais da Vilariça, freguesia de Torre de Moncorvo, a 31 de dezembro de 1891. Filho de Francisco António Carviçais e de Rosa Maria, cresceu em Trás-os-Montes e foi ingressado no corpo de marinheiros da Armada, com o número de matrícula 2470. A 14 de novembro de 1919, foi condenado a 2 meses de prisão militar e dois meses de multa pelo crime de porte de arma proibida.
No dia 19 de outubro de 1921, eclodiu uma revolta militar sob o comando do coronel Manuel Maria Coelho, antigo revolucionário do Movimento Republicano de 31 de Janeiro de 1891. O chefe do Governo, António Granjo, apresenta a demissão, mas o Presidente da República, António José de Almeida, não nomeia um novo executivo.
Neste ambiente de impasse, na noite de 19 para 20 de outubro, um grupo de civis e militares da marinha e Guarda Nacional Republicana, liderados pelo 1º cabo-artilheiro Abel Olímpio, conhecido por "Dente de Ouro", conduz os acontecimentos da designada Noite Sangrenta.
A missão consistia, portanto, em recolher determinadas figuras de estado, consideradas pelos revoltosos como traidores dos ideais republicanos. Consta que, através das posteriores entrevistas que Berta Maia, viúva de José Carlos da Maia, haveriam, alegadamente, monárquicos e outras personalidades de relevo a financiar e a apoiar direta e indiretamente o golpe.
O que se seguiu foi um extenso processo judicial que culminou no julgamento de Abel Olímpio e de outros militares dados como envolvidos diretamente nos assassinatos. A 9 de agosto de 1922, ele, juntamente com os outros elementos , são formalmente acusados. Entre os vários crimes estão: coligação militar, homicídio voluntário e involuntário. Foi julgado, e condenado em Março de 1923.
Durante o seu tempo preso, é várias vezes entrevistado por Berta Maia, com a vontade de esclarecer quem foram os responsáveis pela Noite Sangrenta e pela morte de seu marido, José Carlos da Maia. A 7 de março de 1926, aquando prisioneiro na Penitenciária de Coimbra, inicia o período de confissões e testemunhos que iriam dar origem ao livro publicado, em 1928, "As minhas entrevistas com Abel Olímpio, «O Dente de Ouro»: páginas para a história da morte vil de Carlos da Maia, republicano combatente de 5 de Outubro", de autoria de Berta Maia.
Abel Olímpio foi solto a 15 de fevereiro de 1946, depois de servir mais de 24 anos em cativeiro.
Na minissérie de 2010, Noite Sangrenta, Abel Olímpio foi interpretado por Gonçalo Waddington.